# 阿南迪巴伊·喬希
阿南迪巴伊·戈帕爾拉沃·喬希（轉寫：Ānandībāī Gopāḷrāv Jośī，英國化名 ，1865年3月31日—1887年2月26日）是印度最早的女性医生之一。她是第一位來自印度到美国學習并得到2年醫學文憑的女性。她還被認為可能是第一位踏上美國土地的印度女性。她的名字有很多拼寫形式，比如 Anandi Gopal Joshee，可以譯為阿南迪·戈帕爾·喬希。本名為亞穆納（Yamuna）。

## 經歷
亞穆納出生於今印度的马哈拉施特拉邦濱海的塔納縣，一個已經衰敗的最高種姓婆罗门的家庭，信奉正統印度教。按照當時的習俗，在家庭的壓力下，她9歲時就被嫁給了比她大將近20歲的鰥夫戈帕爾拉沃·喬希（Gopalrao Joshi）。戈帕爾拉沃教她讀寫马拉地语、英语和梵语。
她14歲時生了一個男孩，但是只有10天孩子就夭折了；再加上當時對女性惡劣的醫療環境，這些激勵着她決定克服種種困難去學醫。
戈帕爾拉沃鼓勵阿南迪去學醫，他寄了一封信給著名的美國传教士羅亞爾·懷爾德（Royal Wilder），但傳教士提出的條件是要他們轉而信仰基督教，這是他們不能接受的。
一對叫托爾布恩的醫生夫婦建議阿南迪申請去宾夕法尼亚女子医科大学，那是世界上最早開設的女子醫科大學。儘管有來自印度教的反對意見和基督教群體的拉攏干擾她，她還是寫信到賓夕法尼亞女子醫科大學希望入學。
阿南迪·喬希在19歲時開始接受醫學教育。她過去就身體虛弱，在美國，她感染了结核病。即使如此，她還是在1886年3月11日畢業成為医学士，在畢業典禮上维多利亚女王給她祝詞。
1886年底她回到印度，戈爾哈布爾土邦任命她到本地的阿爾伯特·愛德華醫院（Albert Edward Hospital）女病房當主治醫師。第二年初阿南迪·喬希就病故，不到22歲。

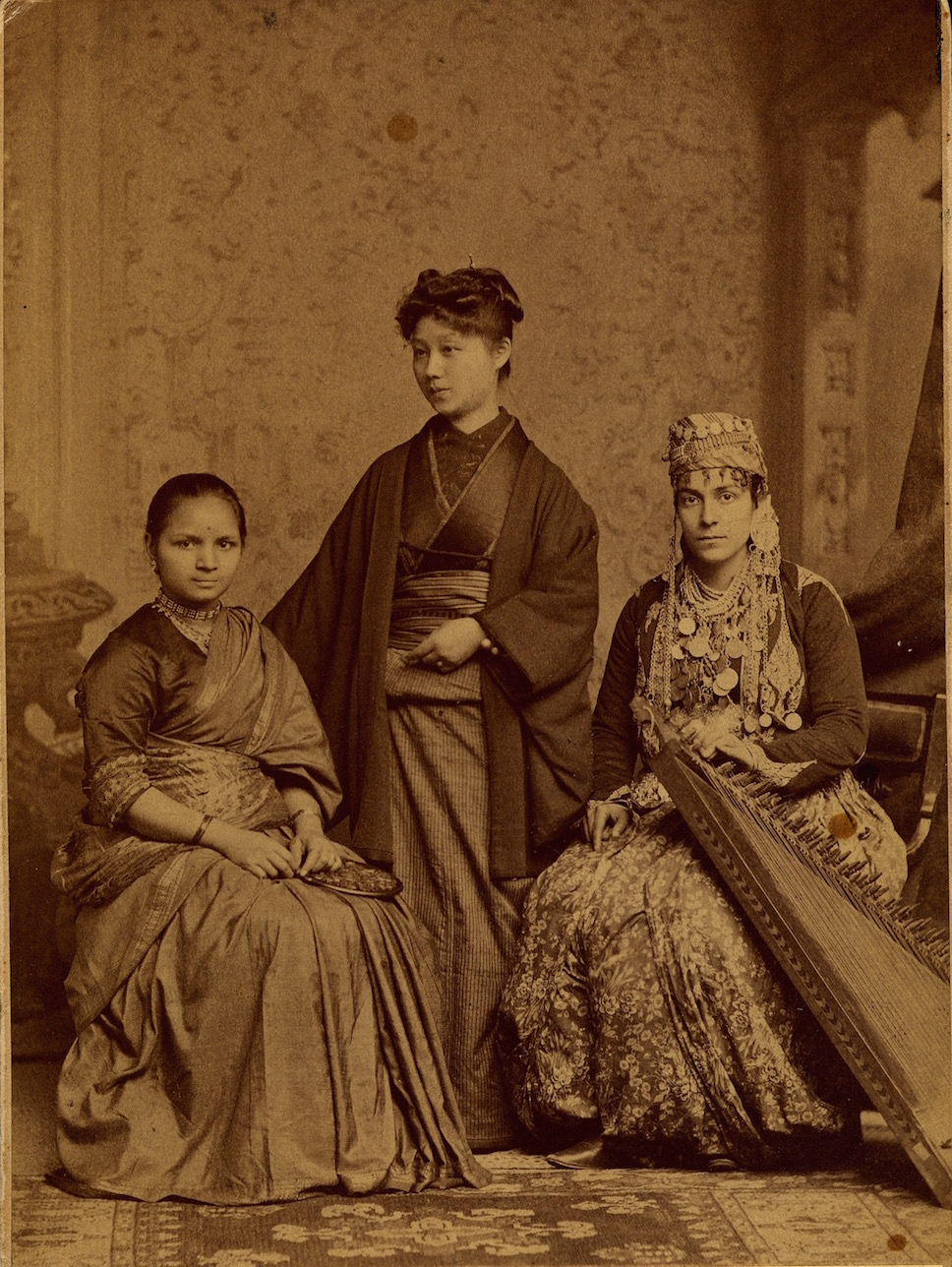
三位從賓夕法尼亞女子醫科大學畢業的亞洲女子。從左至右分別為：來自英屬印度的阿南迪巴伊·喬希；來自日本的岡見京；來自法屬敘利亞的庫爾德猶太人薩巴·M·伊斯蘭布利

## 紀念
1888年，美國女性主義作家卡羅林·希利·多爾為阿南迪·喬希寫了傳記。
马哈拉施特拉邦政府以她名字為名建立了一個獎金，授予為女性健康工作的年輕女性。
金星上有一個撞擊坑以喬希命名，在Β区東南，鄰近赤道。坐標：5°30′N 71°18′W / 5.5°N 71.3°W